# Vinto (gemeente)
Vinto is een gemeente (municipio) in de Boliviaanse provincie Quillacollo in het departement Cochabamba. De gemeente telt naar schatting 60.107 inwoners (2018). De hoofdplaats is Vinto.

## Indeling
- Cantón Anocaraire - 3.211 inwoners (2001)
- Cantón La Chulla - 2.522 inw.
- Cantón Machac Marca - 990 inw.
- Cantón Vinto - 24.766 inw.